# Chalcoplia
Chalcoplia es un género de escarabajos barrenadores metálicos del orden Coleoptera.

## Especies
- Chalcoplia auripilis Obenberger, 1922
- Chalcoplia braunsi Obenberger, 1922
- Chalcoplia damarana Kerremans, 1909
- Chalcoplia gebhardti Obenberger, 1928
- Chalcoplia jakovlevi Obenberger, 1928
- Chalcoplia lateralis (Olivier, 1790)
- Chalcoplia mackieae Théry, 1937
- Chalcoplia metallica (Gory y Laporte, 1839)
- Chalcoplia nigritula Kerremans, 1909
- Chalcoplia plicata (Wiedemann, 1823)
- Chalcoplia serripennis (Laporte y Gory, 1836)
- Chalcoplia strandi Obenberger, 1936
- Chalcoplia subcostata (Laporte y Gory, 1836)
- Chalcoplia thoracica Kerremans, 1903
- Chalcoplia transvalensis Obenberger, 1922
- Chalcoplia wiedemanni Obenberger, 1922